# Adolfo Ruiz Cortines, Zongolica
Adolfo Ruiz Cortines är en ort i Mexiko.   Den ligger i kommunen Zongolica och delstaten Veracruz, i den sydöstra delen av landet, 250 km öster om huvudstaden Mexico City. Adolfo Ruiz Cortines ligger 1 201 meter över havet och antalet invånare är 216.
Terrängen runt Adolfo Ruiz Cortines är kuperad västerut, men österut är den bergig. Runt Adolfo Ruiz Cortines är det ganska tätbefolkat, med 222 invånare per kvadratkilometer. Närmaste större samhälle är Córdoba, 19,9 km norr om Adolfo Ruiz Cortines. I omgivningarna runt Adolfo Ruiz Cortines växer i huvudsak städsegrön lövskog.